# Tajvan (sziget)
Tajvan (egyszerűsített kínai: 臺灣 / 台灣, pinjin: Táiwān, korábbi ismert nevén Formosa, a portugál Ilha Formosából, melynek jelentése „szép sziget”) egy 35 980 km2 területű sziget Kelet-Ázsiában, a Csendes-óceánon, nem messze Kína partjaitól. A sziget 99%-ban a Kínai Köztársaság területét alkotja. A Tajvan elnevezést gyakran használják a Kínai Köztársaság megnevezésére is, főleg az állam ENSZ-ből való kizárása óta.
Az ázsiai kontinenstől a 161 kilométer széles Tajvani-szoros választja el a 394 kilométer hosszú és 144 kilométer széles szigetet. Tőle északkeletre a Japán-szigetek és a Kelet-kínai-tenger található, a Rjúkjú-szigetek legdélebbi tagja tőle közvetlenül keletre esik, délen pedig a Fülöp-szigetek határolja. A sziget a Ráktérítő vonalában fekszik, éghajlata trópusi, illetve szubtrópusi.
A szigetet 1895 és 1945 között a Japán Birodalom kormányozta, amelytől a szigetet a Kínai Köztársaság a második kínai–japán háború eredményeképp szerezte vissza. Négy évvel később a nacionalisták elvesztették a kontinentális Kína feletti uralmat a kínai polgárháborúban elszenvedett vereség miatt, és a szigetre vonultak vissza. Tajvanra az 1949-ben alakult kommunista Kínai Népköztársaság is igényt tart, mivel önmagát a Kínai Köztársaság utódállamának tartja. Japán a szigetet a Csing Birodalomtól szerezte, miután legyőzte azt az első kínai–japán háborúban. Az 1945-ös feltétel nélküli megadáskor Japán minden követeléséről lemondott a szigetet illetően, de azt nem kötötte ki, hogy pontosan melyik államnak adja át a Tajvan feletti rendelkezési jogot. Ez később egy komplex problémához vezetett Tajvan jogi és politikai státuszát illetően.
Tajvan gyors gazdasági növekedése a második világháborút követő évtizedekben erős gazdasági hatalommá tette, amely az ázsiai tigrisek sorába emelte. Ez a hatalmas növekedés „tajvani csoda” néven is ismert. A sziget technológiai ipara kulcsfontosságú szerepet játszik a világgazdaságban. A tajvani cégek gyártják a világ fogyasztói elektronikájának nagy részét, habár ezek többsége ma már a tajvani tulajdonú, kontinentális Kínában található gyárakban készül.

## Elnevezések
Tajvannak sokféle neve van ma használatban, amelyek felfedezőktől és a különböző uraitól származik. A régi (Ilha) Formosa név ’gyönyörű’-t (ill. ’gyönyörű sziget’-et) jelent portugál nyelven. Ezt a portugál gyarmatosítók adták a szigetnek, amikor a 16. században elhajóztak mellette. A korai 17. században a Holland Kelet-indiai Társaság alapított itt kereskedelmi telepet Fort Zeelandiában (a mai Tajnan városa). Ők a helyiek által használt „Tajuan” vagy „Töjovan” neveket vették át.

## Történelem

### Őstörténet és korai települések
Az emberi települések nyomai egészen Kr. e. 30 000-ig nyúlnak vissza, habár a sziget első őslakói genetikailag teljesen különbözőek voltak minden ma ott élő népnél. Körülbelül 4000 évvel ezelőtt telepedtek le Tajvanon a mostani őslakók elődei. Ők genetikailag a maláj rasszhoz kötődnek, a nyelvészek pedig az ausztronéz nyelvcsaládba sorolják nyelvüket.
Az ősi Kínából származó dokumentumok azt mutatják, hogy a han kínaiak már tudhattak a sziget létezéséről a három királyság korában (Kr. u. 230 környéke). Ekkor szólnak szövegek a part menti szigetekről, amelyeknek a Nagy-Liucsiu és a Kis-Liucsiu neveket adták, azonban ezek egyike sem egyezett meg Tajvan szigetével. A hanok az 1200-as években kezdtek el Penghu szigetére betelepülni, azonban az ellenséges törzsek, és a kereskedelmi javak hiánya miatt a 16. századig kevés ember számára volt vonzó az idetelepülés.

### Európai gyarmat

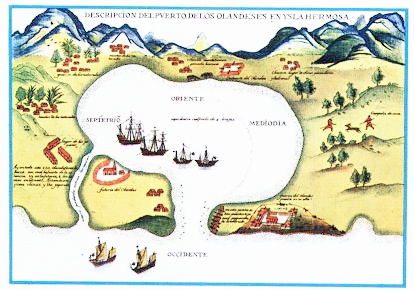
17. századi rajz a Tajvan melletti holland hajókról

1544-ben egy portugál hajó haladt el a sziget mellett, ekkor kapta Tajvan az Ilha Formosa nevet.
1624-ben a hollandok hoztak létre kereskedelmi telepet a szigeten, és hozzáláttak munkásokat importálni Penghu szigetéről és Fucsienből, ezek nagy része a szigeten telepedett le. A hollandok gyarmattá tették Tajvant Taojan központtal (a mai Tajnan). Mind a Taojan, mind a Tajvan szó az egyik helyi őslakos nyelvből származik. A holland katonai jelenlét a Fort Zeelandia erődben koncentrálódott. A holland telepesek elkezdték levadászni az őshonos szikaszarvast, hozzájárulva ezzel a szigeten élő alfajok kihalásához.
1626-ban spanyolok szálltak partra a szigeten, elfoglalva Észak-Tajvant, hogy azt felhasználva növeljék a kereskedelmet. A spanyol kolónia 1642-ig, 16 évig állt fenn.

### Tungning Királyság
Miután a mandzsuk megszállták Kínát, 1662-ben Kuo-hszing-je, egy Ming-dinasztiához hűséges tábornok csapataival átkelt a Tajvani-szoroson, és ostrom alá vette Fort Zeelandia erődjét. A hollandok végül megadták magukat neki, és elhagyták a szigetet. Kuo-hszing-je a szigeten saját, a Mingekhez hűséges államot hozott létre, Tungning vagy Dongning Királyság néven. Ez az állam 1662 és 1683 között állt fenn, a fővárosát pedig Tajnan városában rendezték be. Mind Kuo-hszing-je, mind utódai (Cseng Csing és Cseng Kosu-ang) rendszeres rajtaütéseket hajtottak végre a kontinentális Kína partvonalán, azzal a céllal, hogy visszafoglalják a Ming-dinasztia elvesztett területeit.

### A Csing-dinasztia uralma
1683-ban, miután Kuo-hszing-je unokája vereséget szenvedett a Si Lang által vezetett Csing flottától, a Csing-dinasztia hivatalosan annektálta Tajvant, Fucsien tartomány igazgatása alá helyezve. A Csing kormányzat megpróbálta csökkenteni a kalózkodást és kóborlást a térségben, ezért több rendeletet is kiadtak a bevándorlás szabályozásáról és az őslakók helyi jogainak tiszteletben tartásáról. A főleg dél-fucsieni bevándorlók folytatták beköltözésüket a szigetre, így a határvonal az adófizető- és a barbár földek között lassan egyre keletebbre tolódott. Az őslakók közül néhányan elkínaiasodtak, míg mások inkább a hegyekbe vonultak vissza. Ebben az időben sok konfliktus volt a különféle fucsieni megyékből érkezők, illetve a bevándorlók és az őslakók között.
Észak-Tajvan és a Penghu-szigetek fontos másodlagos hadjárat színterei voltak a kínai–francia háború idején. 1884. október 1. és 1885. június 22. között a franciák megszállták Keelungot, 1885. március 31. és július 22. között pedig a Penghu-szigeteket. A francia próbálkozást Tamsui elfoglalására sikeresen visszaverték a tamsui csatában. A keelungi hadjárat, pár francia taktikai sikertől eltekintve döntetlennel végződött. A penghui hadjárat francia győzelemmel végződött, ám nem bírt komoly befolyással a háború kimenetelére. A franciák mind Tajvant, mint Penghut kiürítették a háború vége után.
1885-ben a Csingek tartománnyá szervezték Tajvant, Tajpej központtal. A sziget lett a Birodalom huszadik tartománya. Ezzel együtt a sziget modernizációja is elkezdődött, amely az első vasútvonal megépítését és postai rendszer kiépítését jelentette.

### Japán fennhatóság alatt

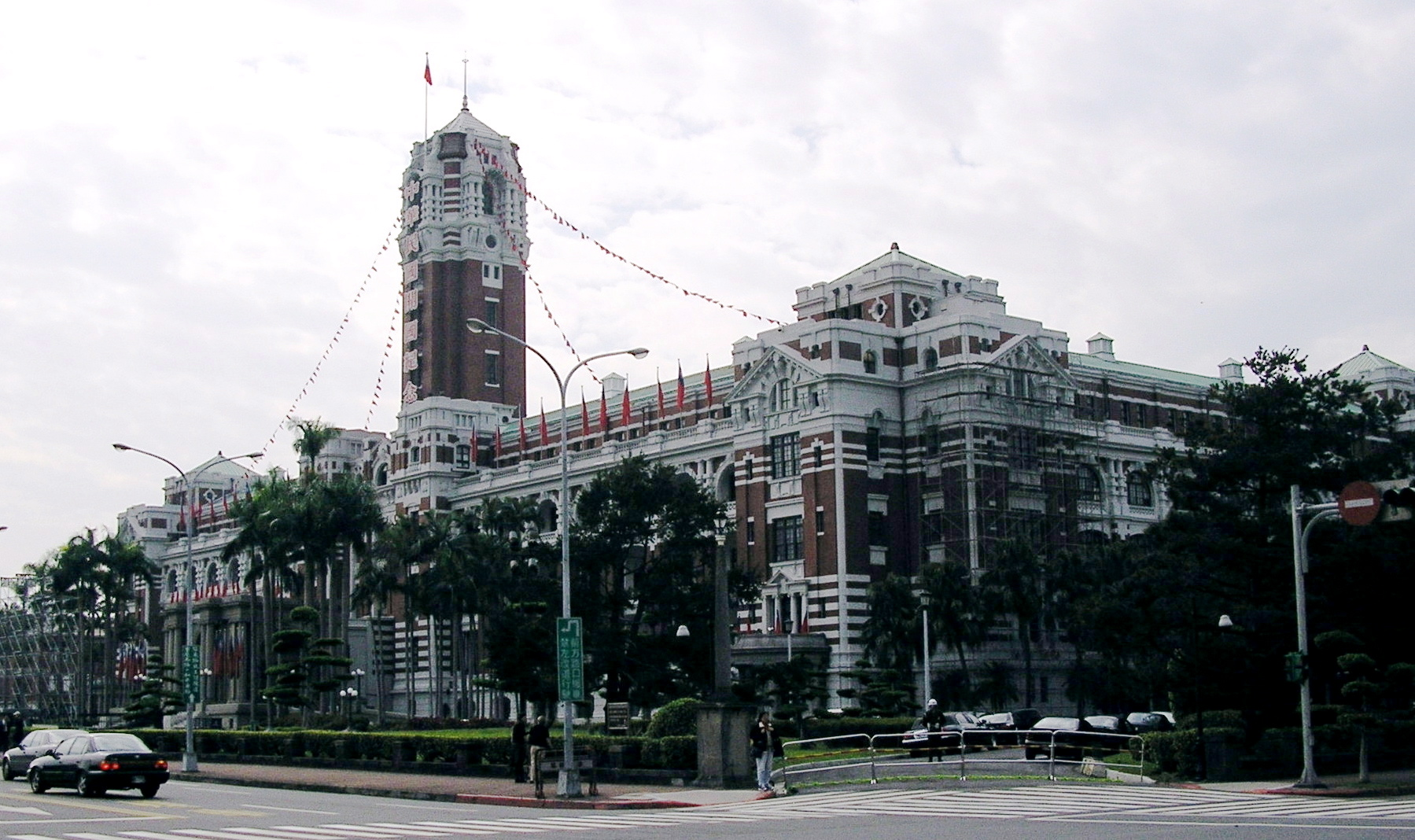
A Kínai Köztársaság Tajpejben található elnöki épületét a japán kormány építette, eredetileg a sziget japán kormányzói számára

Japán már 1592 óta szerette volna Tajvan szigetét birtokba venni. Ekkor kezdte el ugyanis Tojotomi Hidejosi növelni Japán tengerentúli befolyását. 1609-ben a Tokugava-sógunátus Arima Harunobut küldte Tajvanra, hogy térképezze fel a szigetet. Ezt követően 1616-ban a japánok megkísérelték a sziget megszállását, ám kudarcot vallottak.
1871-ben egy okinavai hajó zátonyra futott Tajvan déli részén, és az ötvennégy fős legénységet a helyiek meggyilkolták. A Rjúkjúi Királyság a Csing-dinasztia hűbérese volt, ám ezzel együtt a Japán Birodalom Szacuma birtokának alárendeltje is volt, így a japánok kártérítést követeltek a kínai udvartól. A kínaiak először azzal hárították el a követelést, hogy ez az ország belügye, mivel Tajvan Fucsien tartomány része, a Rjúkjú Királyság pedig az ország hűbérese. Amikor erre válaszul a japánok kijelentették, hogy négy áldozat japán volt Okajama prefektúrából, a Csingek azzal érveltek, hogy a „vad” őslakók nem tartoznak a kínai igazságszolgáltatás hatáskörébe. A szuverenitásról való ilyen fokú lemondás után a japánok 1874-ben katonákat küldtek a szigetre (lásd: Tajvan japán megszállása (1874)). Mintegy háromezer japán katona szállt partra, ezek közül 543-an haltak meg (tizenketten csatában, 531-en betegségekben), és körülbelül harminc őslakó vesztette életét.
A helyi őslakókkal a kínaiak sem bántak valami jól. J.W. Davidson amerikai konzul leírása szerint a tajvani kínaiak árusították és fogyasztották az őslakók húsát.

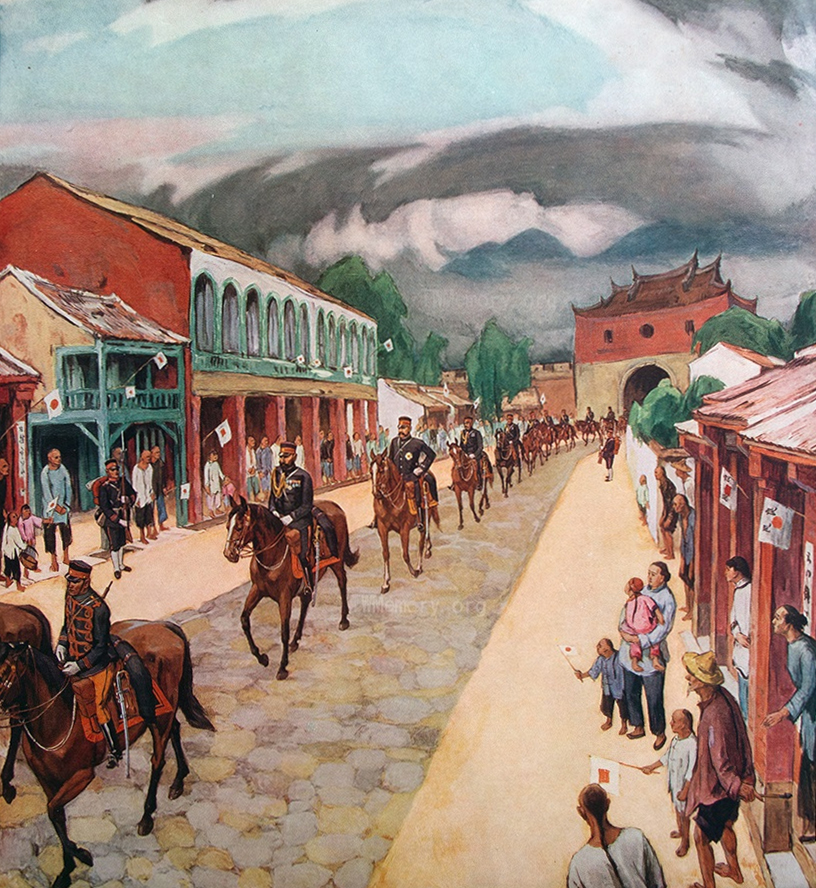
Japán katonák bevonulása Tajpej városába 1895-ben, a simonoszeki béke után

A sziget egészének megszállására az első kínai–japán háború után került sor, miután a Csing-dinasztia vereséget szenvedett a Japán Birodalomtól. A simonoszeki béke rendelkezései között volt Tajvan és Penghu átadása Japánnak. Azok a lakosok, akik továbbra is Csing-polgárok szerettek volna maradni, két évet kaptak arra, hogy eladják ingóságaikat, és a kontinentális Kínába költözzenek. Ezzel a lehetőséggel azonban nagyon kevés tajvani élt.
1895. május 25-én Csing-párti hivatalnokok egy csoportja független állammá kiáltotta ki a szigetet, hogy ellenálljon a japán uralomnak. A japán erők azonban október 21-ére szétzúzták a lázadó erőket, és elfoglalták az egész szigetet.
A japánoknak nagy szerepe volt a sziget iparosításában: kibővítették a vasúthálózatot és egyéb közlekedési hálózatokat, kiterjedt közegészségügyi ellátórendszert hoztak létre és felülvizsgálták a köziskolák rendszerét. Ebben az időben mind a rizs, mind a cukornád termelése nagymértékben megnőtt. Ennek eredményeképpen 1939-re Tajvan a hetedik legnagyobb cukornádtermelő országgá vált. A tajvaniakat és az őslakókat azonban továbbra is másod- és harmadrendű állampolgárokként kezelték. A japánok különösen az első évtizedekben bántak kegyetlenül az őslakókkal, amit jól mutat az, hogy az ötvenegy éves japán uralom ideje alatt több mint 160 ütközet volt a hatóságok és a helyi törzsek között. 1935 környékén a japánok sziget szerte asszimilációs kampányba kezdtek, azt tanítva a helyieknek, hogy japánként tekintsenek magukra. Ezzel a céljuk az volt, hogy a szigetet még szorosabban a Japán Birodalom részévé tegyék. Ez nem volt eredménytelen, hiszen a második világháború során több tízezer tajvani férfi harcolt a Japán Birodalmi Hadseregben.
A Tajvan feletti japán uralom a második világháború befejeződése után ért véget, amikor a japán küldöttek aláírták a megadási okmányt, 1945. augusztus 14-én. Azonban a japánok fél évszázados felügyelete nem múlt el nyomtalanul, és mindmáig jelentős hatást gyakorol a szigetre és annak kultúrájára. Még a jelenlegi elnöki palota is ebben a korszakban épült fel.
1938-ban 309 000 japán telepes élt a szigeten. Többségüket a világháború vége után Japánba szállították vissza. A nacionalisták a volt japán birtokosok földjeit 1952-ben szétosztották a helyi lakosok között, ezzel alapozva meg a későbbi gazdasági fellendülést.

### A Kínai Köztársaság részeként

#### A Kuomintang egypártrendszer korszaka

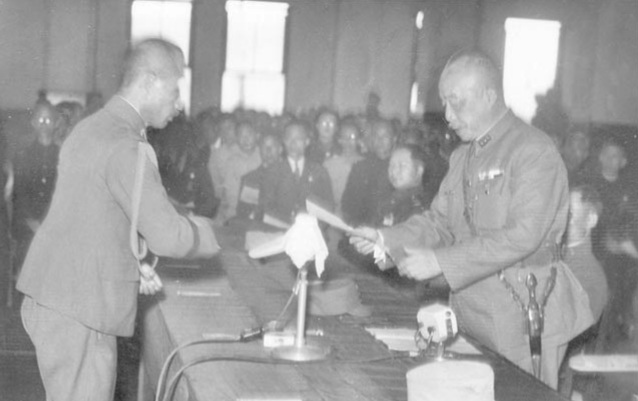
Andó Rikicsi (b) megadja magát Csen Ji kínai tábornoknak (j), ezzel a sziget a Kuomintang irányítása alá kerül

Az 1943. november 22. és 26. között megtartott kairói konferencián a szövetségesek a Japán elleni háborúról és Ázsia második világháború utáni jövőjéről tárgyaltak. A három fontos megállapodás egyike volt az, hogy „A Japán által Kínától ellopott minden terület, köztük Mandzsúria, Tajvan és Penghu újra a Kínai Köztársaság része kell legyen.” Később azonban sokan vitatták, hogy ez a dokumentum csupán egy szándéknyilatkozat volt, amit hivatkozási alapként hoztak létre a határok későbbi újrarajzolói. Ezen érvvel szembeni leggyakoribb ellenpélda az, hogy ami Kairóban még csak egyszerű nyilatkozat volt, az az 1945. szeptember 2-ai japán kapituláció után jogi következményekkel járt.
1945. október 25-én az Amerikai Egyesült Államok Haditengerészete kínai katonákat szállított Tajvanra, hogy elfogadják a tajpeji japán helyőrség megadását. Andó Rikicsi tábornok, Tajvan utolsó japán kormányzója és a sziget katonai erőinek parancsnoka aláírta a megadás dokumentumot és átadta a sziget kormányzását Csen Ji nacionalista tábornoknak. Csen Ji ezt a napot „Tajvan visszatérésének napjává” nyilvánította. Csen uralmát a sziget felett szociális és politikai instabilitás jellemezte, amelyet súlyosbítottak a gazdasági bajok is, mint például a hiperinfláció. Ráadásul a kulturális és nyelvi konfliktusok a helyiek és a szárazföldi kínaiak között gyakoriak voltak, ez pedig a nacionalista kormányzat gyors népszerűségvesztésével járt. Ez a kormányzat és a lakosság összeütközéseihez vezetett, amely a 228 incidensbe torkollott. Ennek során mintegy 20 000–30 000 ellenzékit végzett ki a hadsereg, és a szigeten statáriumot vezettek be. A statáriumot mindössze 38 év múlva törölték el, ezen idő alatt tajvaniak ezreit tartóztatták le, börtönözték be és végezték ki ellenzéki gondolataik miatt. 2008-ban az elkövetett túlkapásokért bocsánatot kért a Kuomintang, azonban kártérítésre nem került sort.
1949-ben a kínai polgárháború idején Csang Kaj-sek és kormánya Nankingból előbb Kantonba, Csungkingba, Csengtuba, majd végül Tajpejba menekült. A nacionalisták Tajvanon és néhány szigeten kívül kiszorultak egész Kínából, ennek ellenére a Kínai Köztársaság kormánya a mai napig magának követeli a fennhatóságot egész Kína, Tajvan és Külső-Mongólia felett. 1949-ben a győztes kommunisták kikiáltották a Kínai Népköztársaságot, az egyetlen Kínát, amelybe Tajvan is beletartozik, és megszűntnek nyilvánították a Kínai Köztársaságot.
Körülbelül 2 millió ember, többségükben katonák, Kuomintang tagok és a szellemi- és üzleti elit tagjai elmenekültek a kontinentális Kínából és nagy részük Tajvanra menekült. A Kuomintang-kormányzat ezen kívül magával vitte a teljes nemzetközi valutatartalékot és a nemzeti aranykészletet is. Innentől kezdve a '80-as évekig Tajvan szigetén statárium volt. Ekkor az állam és a párt szorosan összefonódott, egyfajta pártállamot megvalósítva, és az állam erőforrásai a párt erőforrásainak is számítottak.
Mivel a kínai polgárháborút nem zárták le fegyverszünettel, a Kínai Köztársaság erődítményeket épített Tajvan-szerte. Ez együtt járt az infrastruktúra fejlődésével is, hiszen az Amerikai Egyesült Államok erős politikai nyomás alá helyezte a köztársasági kormányt, hogy az általuk adott támogatást inkább az úthálózat fejlődésére fordítsák, mint nehézipari beruházásokra. Truman elnök a sziget védelmére 1950 júniusában a Tajvani-szorosba rendelte a VII. amerikai flottát, hogy szavatolja a nacionalista kormányzat védelmét. Az amerikaiak által nyújtott segítséget 1954. december 2-án fogadták el írásos formában, kölcsönös védelmi szerződésként.
A két fél időközben többször is katonai összeütközésbe került, ezek pedig egyre inkább szaporodtak. A második tajvani-szorosi válság idején a szigetre telepítettek több MIM-14 Nike-Hercules föld-levegő rakéta kilövőállomást is. Ezt követően folyamatosan újabb generációjú kilövőállomásokat telepítettek Tajvanra.
A '60-as, '70-es évekre Tajvan egy virágzó, iparosodott országgá vált erős és gyorsan fejlődő gazdasággal. A sziget ekkoriban vált az ázsiai tigrisek egyikévé, ám ennek ellenére is fenntartotta egypárti rendszerét és a statáriumot. A hidegháború politikai helyzete miatt 1971-ben az ENSZ, az Amerikai Egyesült Államok és a nyugati országok többsége megszakított minden kapcsolatot a Kínai Köztársasággal, és a Kínai Népköztársaságot ismerte el legitim államnak, ami súlyos presztízsveszteséget okozott az államnak.

#### Demokratikus korszak
Csang Kaj-sek utódja, Csang Csing-kuo liberalizálni kezdte a politikai rendszert. 1984-ben a fiatalabb Csang Lee Teng-huit, egy tajvani származású technokratát tett meg alelnökévé. 1986-ban alakult meg a Demokratikus Progresszív Párt, amely az első ellenzéki párt volt Tajvanon. A következő évben Csang feloldotta a statáriumot.
Csang Csing-kuo 1988-as halála után Lee Teng-hui vált Tajvan első helyi származású elnökévé. Lee folytatta a kormány demokratizálását és visszaszorította a kontinentális Kínából áttelepültek befolyását a kormányzatban. Irányítása alatt a sziget egyfajta tajvanizáción ment keresztül, melyben a tajvani kultúra és történelem került előtérbe, és amely szakított a korábbi kínai identitástudatot hirdető pánkínai nézőponttal.
Lee reformjai között volt, hogy a Tajvani Tartományi Bank helyett a Központi Bank vált illetékessé a bankjegyek nyomására, és a tajvani tartományi kormányzat funkcióinak többségét átvette a nemzetgyűlés. Valamint változtatott azon a gyakorlaton, amelyet a korábbi kormányok követtek. Ugyanis Tajvant csupán egy tartományként kezelték a sok közül, a választások alkalmával csupán a mandátumok egy részét osztották ki újra. Így sokan négy évtizeden át megtartották parlamenti helyüket, és eddigre már jó páran csupán tolókocsival voltak képesek a tajvani nemzetgyűlés ülésein részt venni. A demokratikus reformok értelmében Lee 1991-ben kényszerítette őket, hogy mondjanak le addig birtokolt mandátumaikról. Ezen kívül az őslakók nyelvét sújtó korábbi korlátozásokat is megszüntette, így a hírközlésben és iskolákban is lehetett használni azt.
A megkezdett reform tovább folytatódott az 1990-es években is, hiszen Lee Teng-hui 71%-kal megnyerte az 1991-es elnökválasztást. Megválasztása után azzal erősítette tovább a Kuomintang tajvani szárnyát, hogy miniszterelnökévé a helyi születésű Lien Chan-t nevezte ki. Az 1996-os választásokon 54%-ot ért el, amely tovább biztosította számára a lehetőséget a demokratizálás folytatására. Lee ezzel együtt lépéseket tett azért, hogy Tajvant önálló államként ismerjék el, és felmondta az addig követett „egy Kína-politikát”, azt hangsúlyozva, hogy a sziget kapcsolata a kontinentális Kínával két állam kapcsolataként értelmezendő.
A 2000-ben tartott elnökválasztáson azonban alulmaradt a fél évszázada egyeduralkodó Kuomintang és az addig ellenzékben lévő Demokratikus Progresszív Párt jelöltje, Csen Suj-pien szerzett többséget. Vezetése alatt 2002-ben Tajvan felvételt nyert a Kereskedelmi Világszervezetbe, „Tajvan, Penghu, Kinmen és Matsu külön vámterület” néven, mint a világgazdaságban fontos szerepet játszó ország. Csen a 2004-es elnökválasztás során alig 30 000 szavazattal győzte le ellenfelét, így az ellenzék megkérdőjelezte a választás tisztaságát. Ebben az időszakban jelentősen romlott a helyzet a kontinentális Kína és Tajvan között, amikor előbbi elfogadta az elszakadás elleni törvényt, amely engedélyezte nem békés eszközök alkalmazását is Kína területi integritásának védelmében.
Tajvant komoly csapásként érte, hogy megmaradt legtekintélyesebb diplomáciai szövetségese, Costa Rica 2007 júniusában megszakította diplomáciai kapcsolatait vele és helyette inkább a Kínai Népköztársaságot ismerte el. Mivel az ország már sok alkalommal, sikertelenül kérte újrafelvételét az ENSZ-be (mivel minden feltételnek megfelel), egyre inkább nőtt a diplomáciai elszigetelődéstől való félelem. Emiatt a kormány úgy döntött, hivatalosan is függetlenné nyilvánítja magát Kínától. 2007. szeptember 30-án egy határozatot fogadott el, amely egy új alkotmány bevezetéséről, a Kínától való függetlenségről és az állam hivatalos nevének Tajvanra való módosításáról szólt.
A Kuomintang a 2008-as választások alkalmával többséget szerzett a nemzetgyűlésben, és jelöltje Ma Jing-csiu pedig megnyerte a szintén az ebben évben tartott elnökválasztást. Kampányának két alappillére a gazdasági növekedés és a kontinentális Kínával való jobb viszony kialakítása volt. Ma-t 2008. május 20-án iktatták be, ennek ellenére néhány elemző szerint mégsem csökkent a katonai feszültség Tajvan és a Kínai Népköztársaság között.

## Földrajz

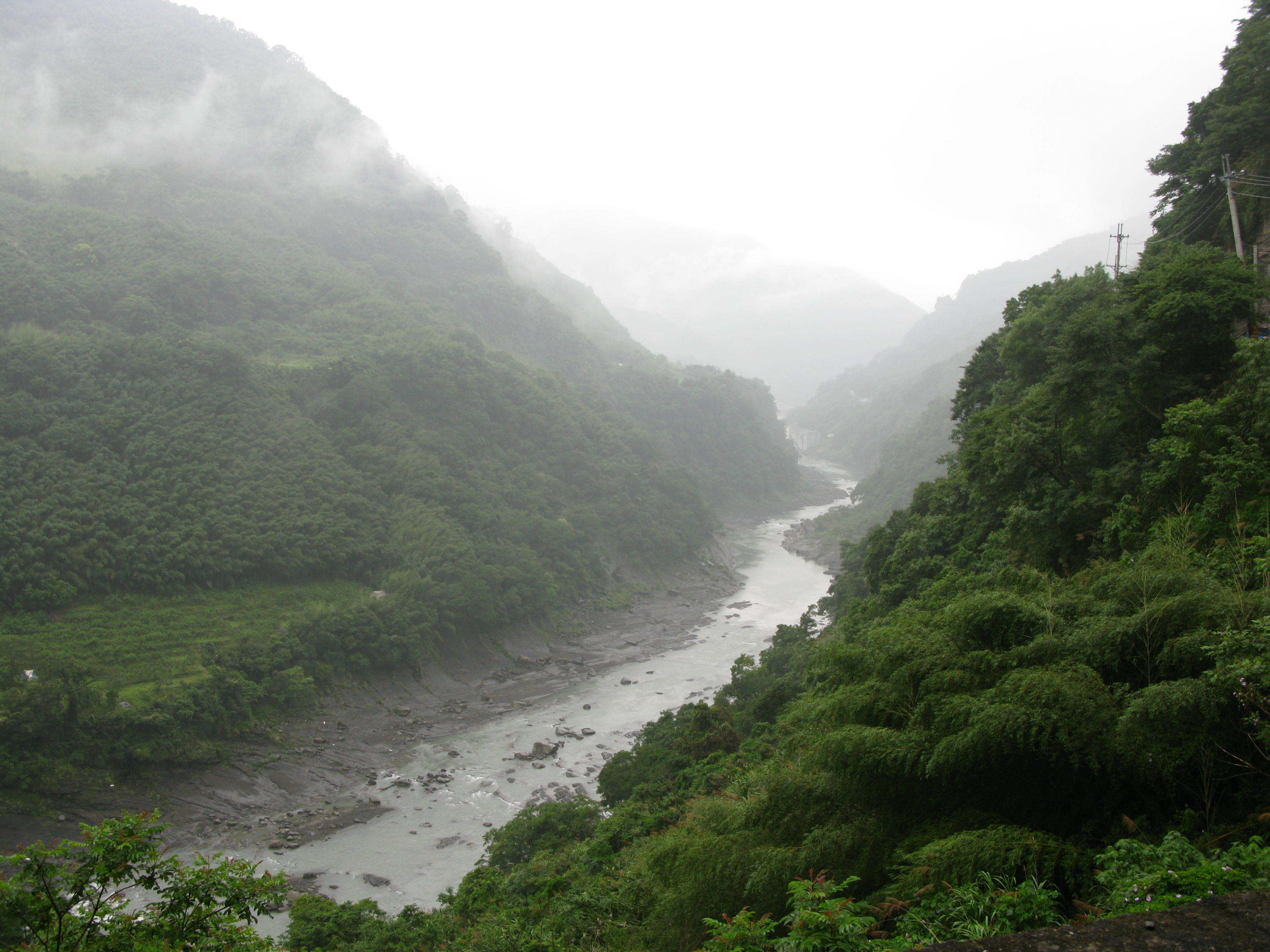
Tajvani tájkép

Tajvan szigete mintegy 161 kilométerre fekszik a kontinentális Kína partjaitól, amelytől a Tajvani-szoros választja el. A sziget teljes területe 35 801 négyzetkilométer. Északról a Kelet-kínai-tenger, keletről a Rjúkjú-szigetek és a Csendes-óceán, délről pedig a Luzon-szoros határolja. A sziget kétharmadát a keleten húzódó hegység teszi ki, míg maradék részén síkság terül el. Tajvan legmagasabb pontja a Jüsan-hegyen található, 3952 méter magasan. Ezzel Tajvan a világ szigetei közül a negyedik legmagasabb ponttal rendelkező.
Mivel a sziget alakja nagyon hasonlít egy édesburgonyára, a tajvaniak egy része az „édesburgonya gyermekének” nevezi magát. A sziget alakját még több más dologhoz is szokták hasonlítani, ezek közül az észak-dél irányból szemlélt édesburgonyán kívül a nyugat-kelet irányból nézett bálna alak a leggyakoribb. Ez a forma több régi térképen is előkerül, és nemcsak a Csing-dinasztia felfedezői, de a nyugati utazók is észrevették ezt a hasonlóságot.

### Geológia

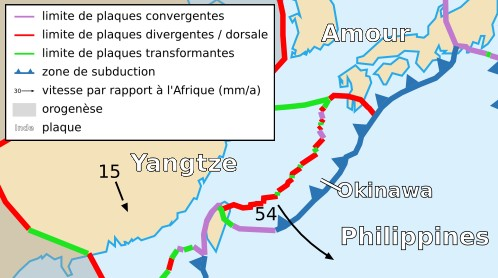
Tajvan lemeztektonikai elhelyezkedése

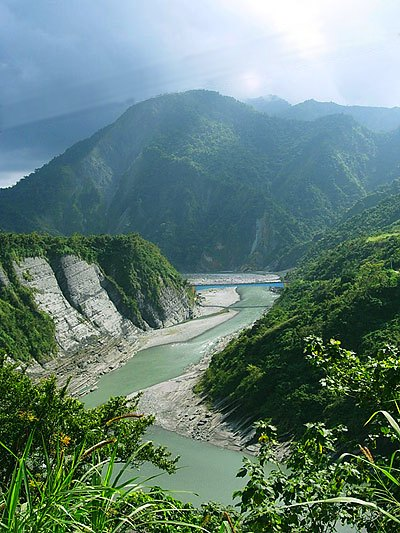
Siouguluan-folyó

Tajvan szigete összetett tektonikai viszonyok közt, a Jangce-lemez és az Okinava-lemez találkozásánál, a Fülöp-szigeteki-lemez északnyugati kiszögellésén helyezkedik el. A sziget kőzeteinek nagy része a Fülöp-szigeteki-lemeztől eltérő kialakulású. Ez azt mutatja, hogy Tajvan eredetileg nem ennek a lemeznek a része, hanem egy mára nem létező tektonikai egységé, és később forrt hozzá a jelenlegi lemezéhez. Egy régi szigetív maradványa, amely az Eurázsiai-lemez és a Fülöp-szigeteki-lemez ütközése során a szubdukció folyamatával eltűnt. Az eredeti lemez az Eurázsiai-lemez alá tolódott be. Tajvan – mint maradvány, ahol már nem folyik szubdukció – összeforrt a Fülöp-szigeteki-lemezzel.
Keletről és délről egy-egy komplex és aktív, diszlokációs zónákból és kompressziós övekből álló rendszer része. Délen a Luzon-árok és a Luzon vulkáni ív csatlakozik hozzá. A dél-kínai keleti parttal párhuzamosan haladó Okinava-árok és Okinava vulkáni ív keletről érintkezik Tajvannal. Mindkét vulkáni ív és árokrendszer a Jangce-lemez és a Fülöp-szigeteki-lemez ütközése miatt alakult ki. A legnagyobb szeizmikus aktivitás a diszlokációs és kompressziós zónákban tapasztalható, ahol a különböző eredetű lemezdarabok közti törésfelületek mentén mozognak a kéregdarabok. Ezek nagy földrengéseket okoznak. 1999. szeptember 21-én egy 7,3 magnitudós rengés történt, amelyet '921-es földrengés' néven ismerünk. A szeizmikus veszélyek térképén Tajvan az USGS szerinti 10/09 pontszámot kapott, amely a legmagasabb veszélyességi fok. 2010. március 4-én 01:20 UTC körül 6,4 magnitudós földrengés sújtotta Dél-Tajvant.

### Klíma
Tajvan klímája trópusi. A sziget északkeleti részén az északkeleti monszun érvényesül, aminek köszönhetően ott januártól márciusig esős időszak van. Júniustól szeptemberig a sziget egészén forró, nyirkos időjárás a jellemző. Az időjárásból kifolyólag a tájfunok és a földrengések a jellemző természeti katasztrófák a területen.

### Környezet és környezetszennyezés
A nagy népsűrűség és az iparosodottság következtében Tajvan egyes területein magas környezetszennyezés figyelhető meg. A leghíresebbek ezek közül Tajpej déli agglomerációi. A múltban Tajpejben komoly légszennyezést okoztak az autók és a gyárak, ám a megfelelő szigorúságú szabályozás bevezetése – mint az ólmozott benzin felhasználásának korlátozása vagy a Környezetvédelmi Ügynökség létrehozása – drasztikusan javítottak a helyzeten. A robogók, különösen a régebbi és olcsóbb kétütemű motoros változatok, amelyek igen elterjedtek a szigeten, szintén nagymértékben hozzájárulnak a városi légszennyezéshez.

### Természeti erőforrások

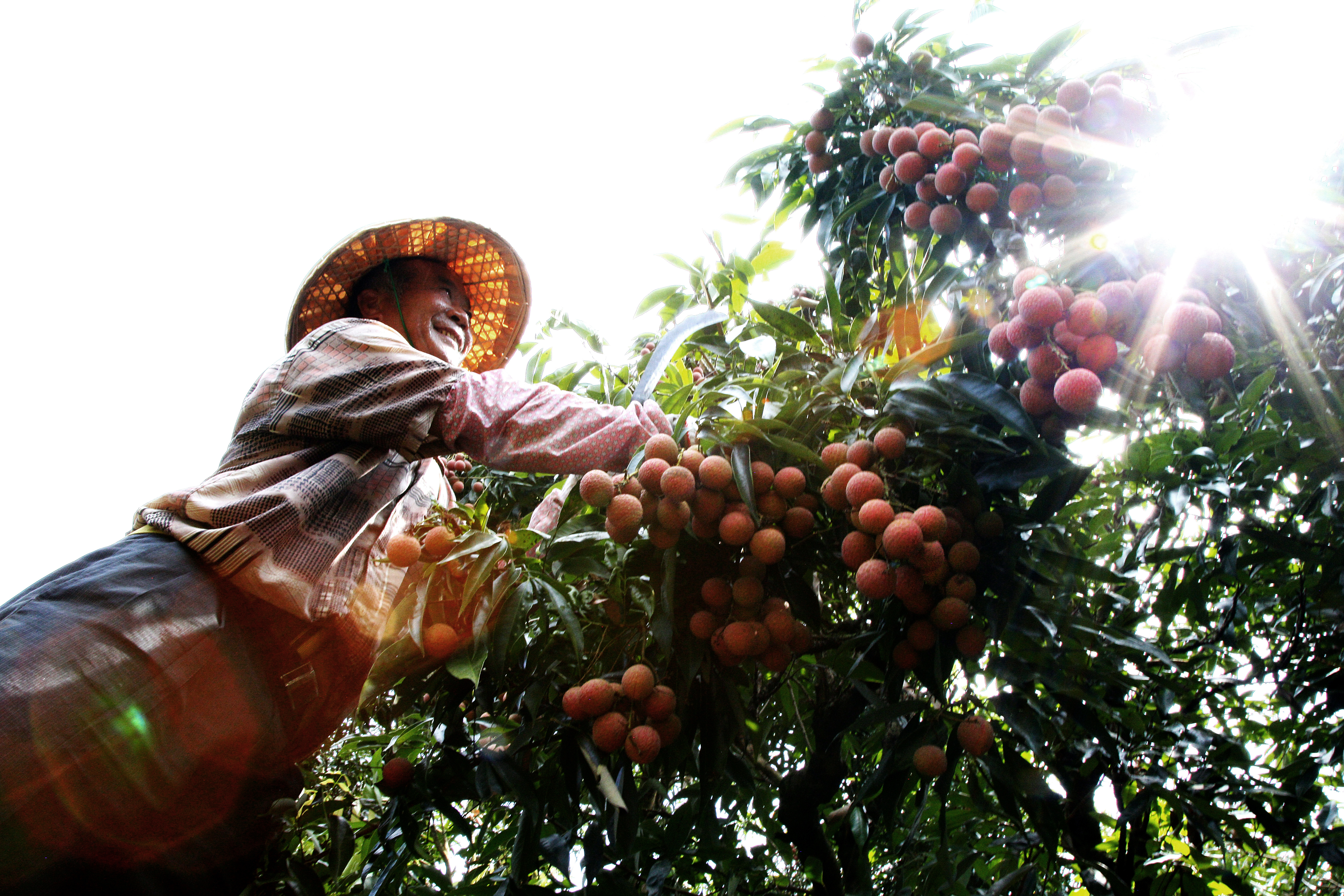
Licsiszüret

A Tajvan történelme során tapasztalható intenzív kitermelés miatt mára a sziget ásványtartalékai (pl. szén, arany, márvány) és állatpopulációja gyakorlatilag kimerültek. Emellett az erdészeti erőforrásait is nagyobbrészt kitermelték a japán uralom idején, hogy sintó szentélyeket építsenek belőle szerte a szigeten. Az akkor felborított egyensúly csak napjainkra állt helyre. A megmaradt erdőségekben nem folyik jelentős méretű fakitermelés a magas költségek és a szigorú környezetvédelmi szabályok miatt.
A kámforkitermelés és a cukorfinomítás szintén nagy szerepet játszott a tajvani exportban a 19. századtól a 20. század közepéig. Később azonban ez is csökkenni kezdett, mivel a piac csökkenő igénye miatt jóval kevesebbet volt csak lehetséges gazdaságosan előállítani és eladni.
Napjainkban csak a földműveléssel kapcsolatban álló természeti erőforrások játszanak komolyabb szerepet a tajvani gazdaságban. A hazai mezőgazdaság (főleg a rizstermesztés a domináns) és a halászat továbbra is megtartotta fontosságát, ám komoly kihívásokkal kénytelen szembenézni a külföldről importált áruk miatt, főleg mióta Tajvan a Kereskedelmi Világszervezet tagja lett 2001-ben. A legnagyobb probléma, hogy a kisbirtokok jellemzőek az ország területének döntő részén, és csupán a birtokok 10%-a nagyobb 5 hektárnál, ami miatt a mezőgazdasági termelés sokkal gazdaságtalanabb. 2009 májusában a kormány ezért egy olyan programot indított el, amelyben bátorítják a kisbirtokosokat és az idős földműveseket, hogy birtokaikat adják bérbe haszonbérlőknek. 2009 decemberéig 2500 hektár föld került bérbeadásra, így a haszonbérlők tulajdonában lévő földterület átlag 12,7 hektárra nőtt.

## Telekommunikáció
| Hívójel prefix | BM-BQ, BU-BX |
| ITU zóna       | 44           |
| CQ zóna        | 24           |